# 古湯温泉

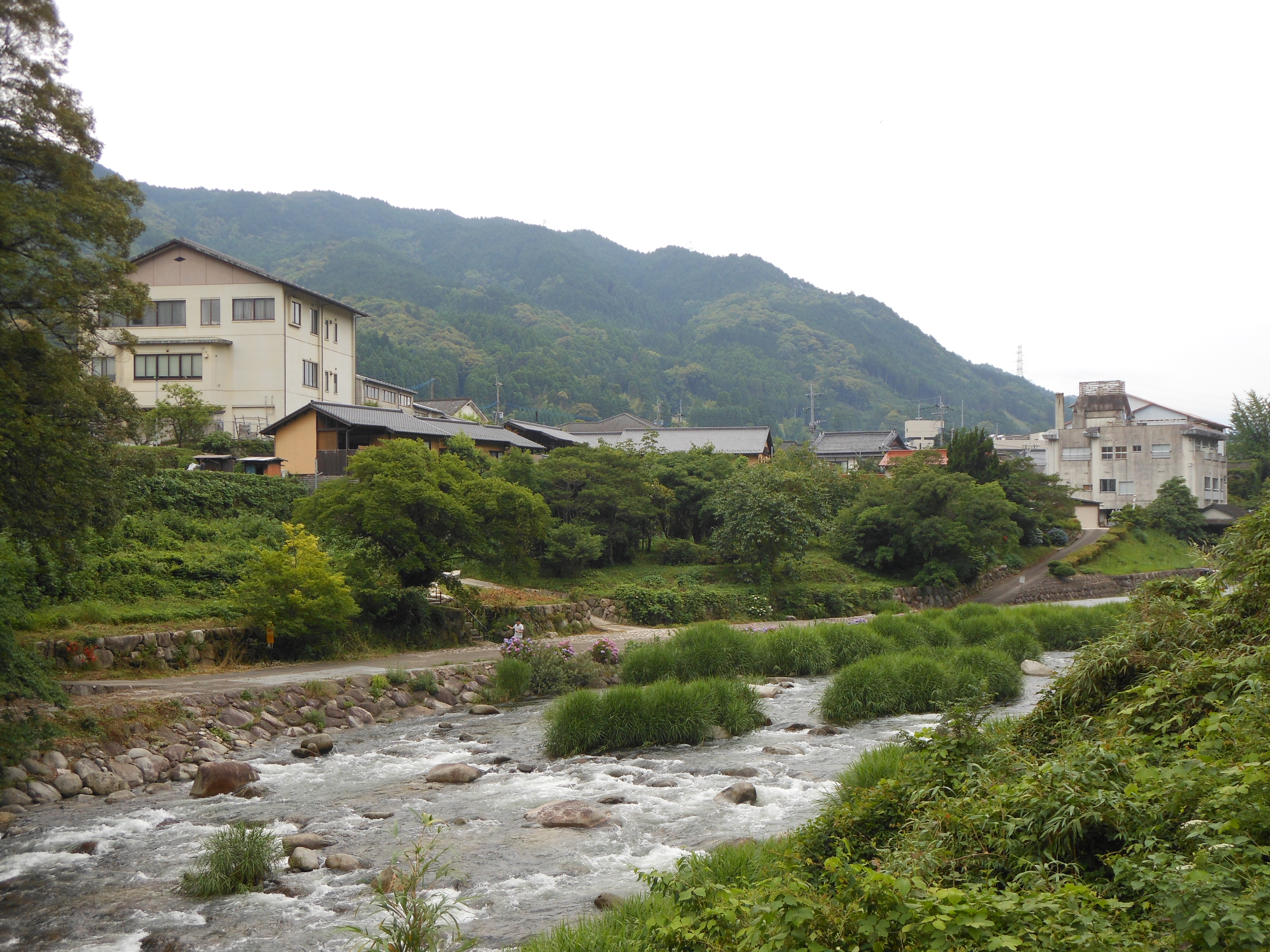
遠景

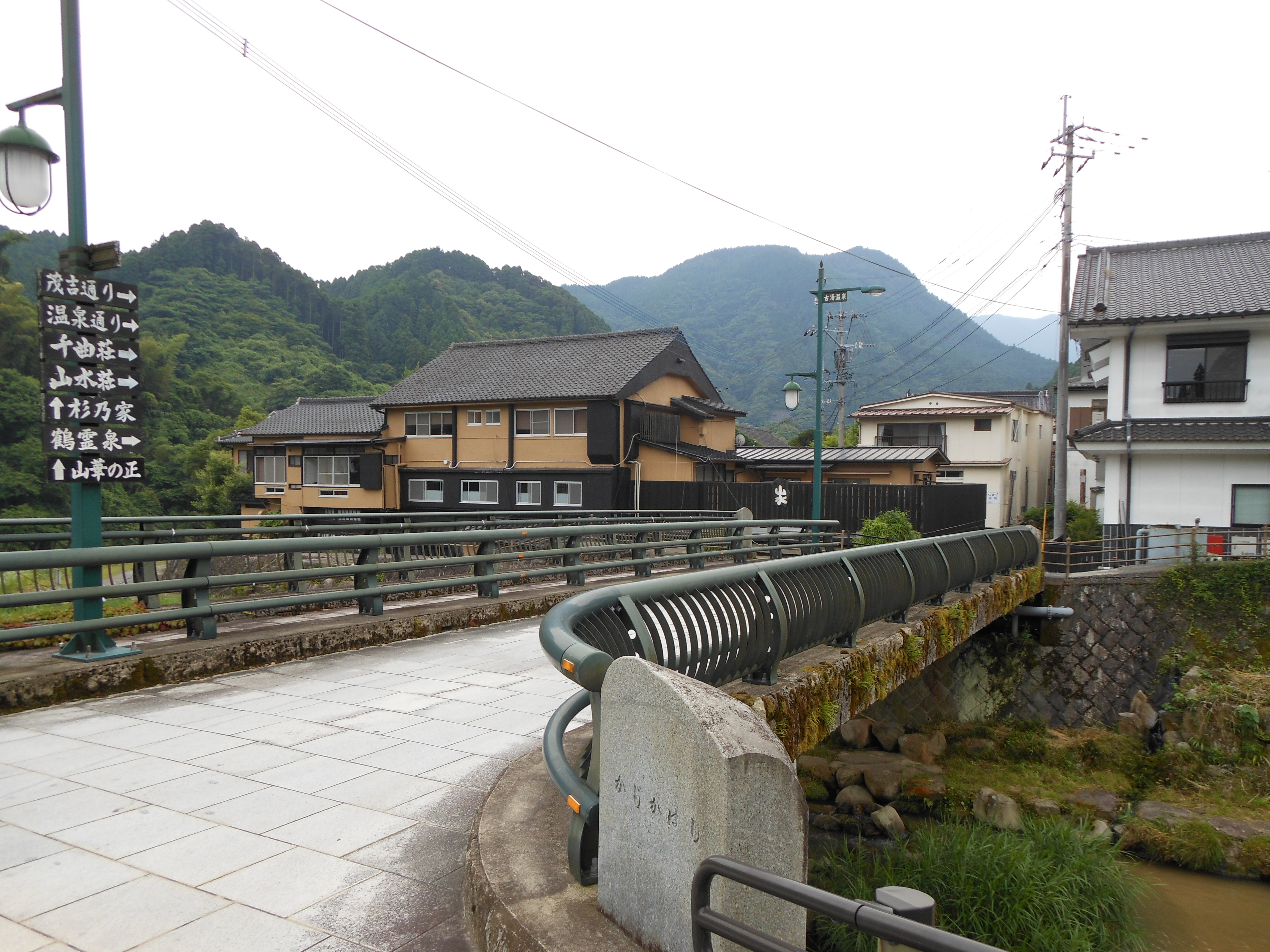
温泉や旅館が連なる温泉通り

古湯温泉（ふるゆおんせん）は、佐賀県佐賀市富士町（旧国肥前国）にある温泉。

## 泉質
- アルカリ性単純温泉
- 源泉温度43°C
- 「美人の湯」といわれる
- ぬる湯は母胎の羊水温度に近い38～40°C

## 温泉街
旧富士町の中心部、嘉瀬川と貝野川の合流部付近に温泉街が広がる。旅館が13軒存在しており、共同浴場としては「古湯源泉 英龍温泉」（旧・古湯温泉センター）がある。
温泉街でのイベントは6月に蛍鑑賞会、7月に古湯温泉花火大会、9月に古湯映画祭など、その他にも多く開催されている。

## 歴史
開湯伝説によれば、2200年前に秦の始皇帝の命令で、日本に不老長寿の薬を探しに来た徐福が発見したとされる。
古くから湯治場として知られた。斎藤茂吉、青木繁、郭沫若らの文人墨客も訪れており、斎藤茂吉の歌碑が建てられている。
1966年（昭和41年）7月22日、熊の川温泉と共に国民保養温泉地に指定。

## アクセス
- 公共交通機関：佐賀駅バスセンターより昭和バス行先番号73番「古湯温泉」行きに乗車、約50分。
  - ※佐賀駅バスセンターは鉄道利用の場合長崎本線（JR九州）佐賀駅より徒歩2分、航空機利用の場合佐賀空港から空港連絡バス、もしくは福岡空港から高速バス利用。
- 自動車：佐賀大和ICより車で約20分。